# ماساتاکا ایمای
ماساتاکا ایمای (انگلیسی: Masataka Imai؛ زادهٔ ۲ آوریل ۱۹۵۹) بازیکن فوتبال اهل ژاپن است.
وی همچنین در تیم ملی فوتبال تیم ملی فوتسال ژاپن بازی کرده‌است.